# Pierre Semmler
Peter Semmler ou Pierre Semmler, né le 19 avril 1943 à Gladbeck, en Rhénanie-du-Nord-Westphalie et mort le 9 septembre 2011, est un acteur allemand.

## Filmographie

### Cinéma
- 1977 : Le Crabe-tambour de Pierre Schoendoerffer
- 1978 : One, Two, Two : 122, rue de Provence de Christian Gion
- 1978 : Le Dossier 51 de Michel Deville
- 1978 : Une histoire simple de Claude Sautet
- 1979 : Le Divorcement de Pierre Barouh
- 1979 : La Gueule de l'autre de Pierre Tchernia
- 1980 : Les Turlupins de Bernard Revon
- 1980 : Trois Hommes à abattre de Jacques Deray
- 1981 : Les Uns et les Autres de Claude Lelouch
- 1981 : L'Ombre rouge de Jean-Louis Comolli
- 1982 : Invitation au voyage de Peter Del Monte
- 1982 : L'As des as de Gérard Oury
- 1983 : Plus beau que moi, tu meurs de Philippe Clair
- 1983 : Un homme à ma taille d'Annette Carducci
- 1983 : Le Retour des bidasses en folie de Michel Vocoret
- 1983 : Édith et Marcel de Claude Lelouch
- 1983 : Balles perdues de Jean-Louis Comolli
- 1983 : Stella de Laurent Heynemann
- 1983 : Le Grand Carnaval d'Alexandre Arcady
- 1984 : Mesrine d'André Génovès
- 1984 : Les Morfalous d'Henri Verneuil
- 1984 : Le Sang des autres de Claude Chabrol
- 1984 : Le Fou du roi de Yvan Chiffre : Guillaume d'Orange
- 1985 : Partir, revenir de Claude Lelouch
- 1986 : Le Caviar rouge de Robert Hossein
- 1986 : La Machine à découdre de Jean-Pierre Mocky
- 1986 : La Femme secrète de Sébastien Grall
- 1987 : Duo solo de Jean-Pierre Delattre
- 1987 : Le Grand Bleu de Luc Besson
- 1988 : Un été à Paris de René Gilson
- 1990 : Le Dénommé de Jean-Claude Dague
- 1990 : Le Jeu du renard d'Anne Caprile
- 1993 : Les 3 méchants loups de Laurent Mialaret (court-métrage)
- 1994 : De sueur et de sang de Paul Vecchiali
- 1995 : Les Misérables de Claude Lelouch
- 1999 : La Débandade de Claude Berri
- 2000 : Arnaques à la turque (Kanak Attack) de Lars Becker
- 2001 : La Tour Montparnasse infernale de Charles Nemes
- 2009 : Cargo de Ivan Engler Ralph Etter

### Télévision
- 1978 :  Désiré Lafarge  épisode : 35 mm couleur pour Désiré Lafarge  de Jean Pignol
- 1979 : Un juge, un flic de Denys de La Patellière, seconde saison (1979), épisode : Les Ravis
- 1979 : L'Île aux trente cercueils, feuilleton télévisé de Marcel Cravenne
- 1980 : Petit déjeuner compris - Feuilleton en 6 épisodes de 52 min - de Michel Berny : Lydstrom
- 1981 : Au bon beurre de Édouard Molinaro
- 1989 : En Cas de Bonheur, série en 160 épisodes de 26 min.
- 1992 : Mademoiselle Fifi ou Histoire de rire, téléfilm de Claude Santelli : Otto Grössling
- 1996 : Les Alsaciens ou les Deux Mathilde de Michel Favart (feuilleton TV)